# Park Regionalny Landów Gaskońskich

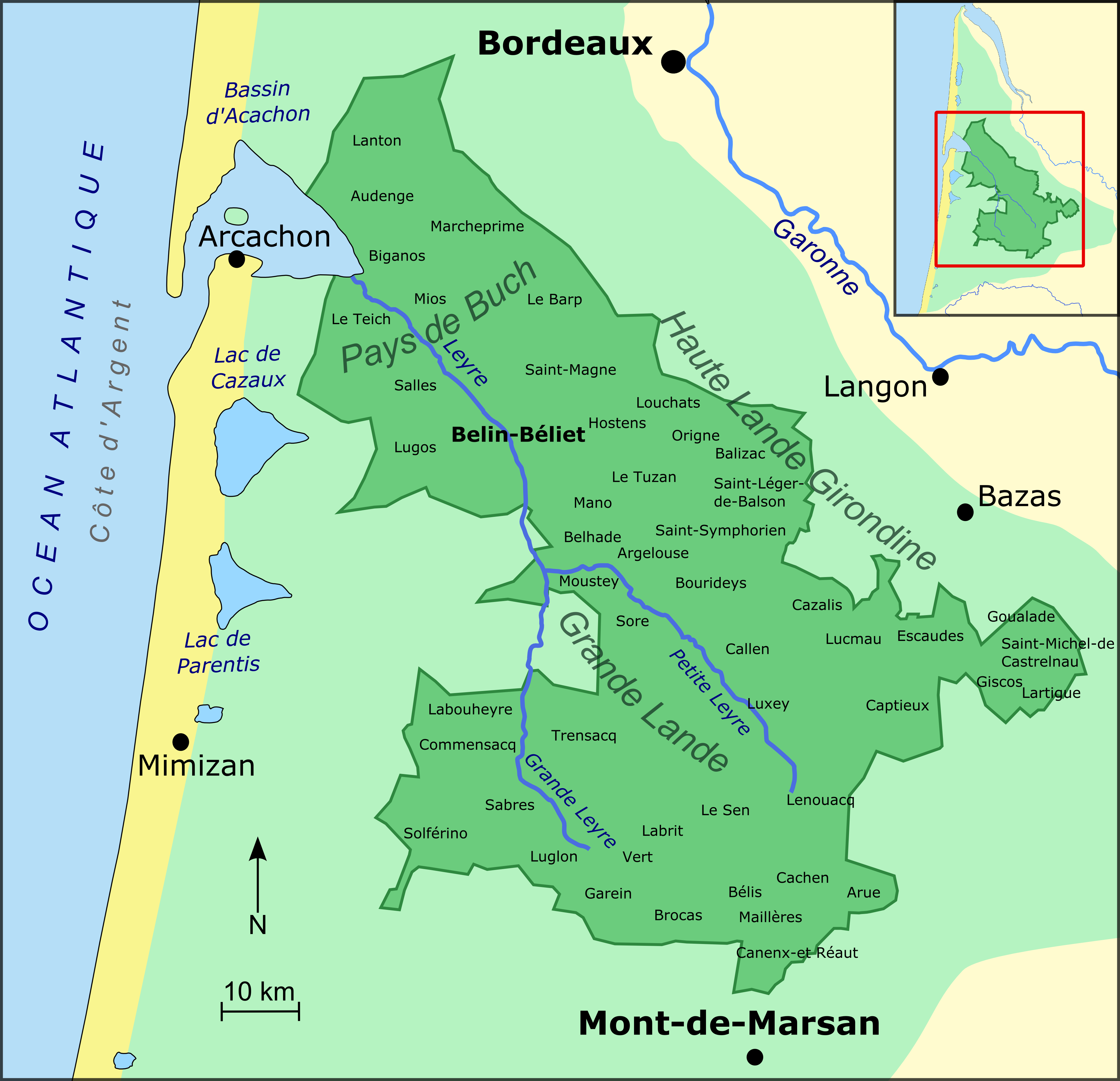
Mapa Regionalnego Parku Przyrody Landów Gaskonii

Park Regionalny Landów Gaskońskich (fr. Parc naturel régional des Landes de Gascogne) – największy park regionalny w środkowej części Akwitanii, położony w departamentach Landy i Żyronda, nieopodal Bordeaux. Przez Park przepływa rzeka Eyre (Leyre).
Park został ustanowiony rozporządzeniem z dnia 16 października 1970, zmienionym rozporządzeniem z 29 czerwca 1994 i dekretem z 17 lipca 2000.
Powierzchnia parku wynosi 315 300 ha, ludność 60 500.
W Parku znajduje się Muzeum Ekologiczne Marquéze.